# Perithemis mooma
Perithemis mooma är en trollsländeart som beskrevs av Kirby 1889. Perithemis mooma ingår i släktet Perithemis och familjen segeltrollsländor. Inga underarter finns listade i Catalogue of Life.